# 岩村田藩

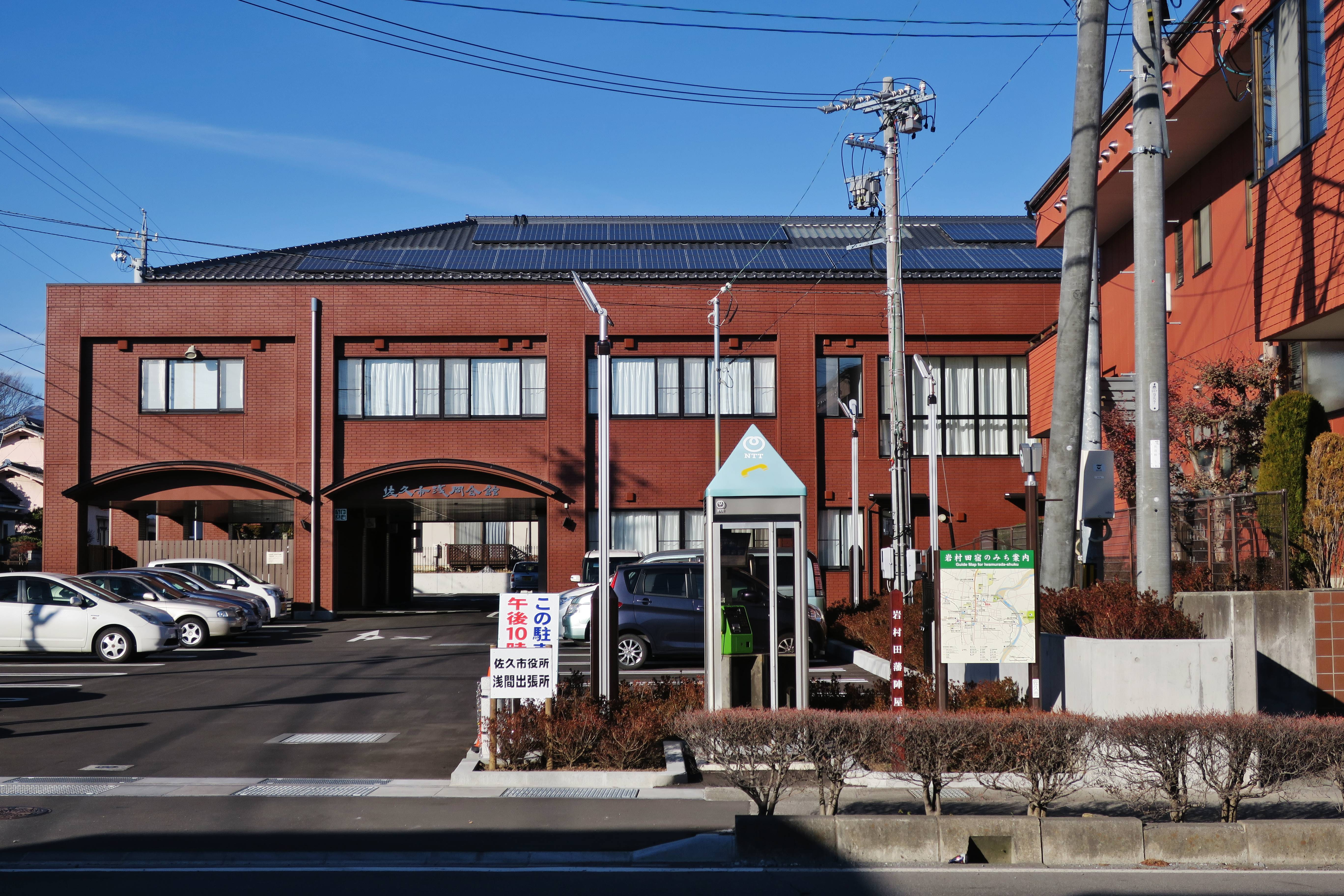
岩村田陣屋跡（浅間会館）

岩村田藩（いわむらだはん）は、信濃国佐久郡・小県郡の一部（現在の佐久市）を支配した藩。藩庁は岩村田陣屋に置かれた。藩主家は内藤氏。

## 藩史
元禄16年（1703年）8月、武蔵国赤沼藩（武蔵国・上野国・常陸国・上総国・下総国など各地で1万5000石）から転じて内藤正友が佐久郡のうち27か村で1万6000石を与えられ、岩村田陣屋が置かれたことに始まる。その後、1万石分が摂津国・河内国（現在の大阪府）内の地へ一時移封されたが、その次男である第2代藩主・内藤正敬の代に再度佐久郡内の地へ移封された。また三男の内藤正直に1000石が分知された。このように所領の場所が頻繁に入れ替わることが多かったが、藩政で特に見るべきところはなく、そのまま代替わりした。財政はあまり良くなかったとみられ、子供の手まり歌にまで「かねがないとう…」などといわれていた。
第6代藩主・内藤正縄は老中・水野忠邦の実弟であった関係で、伏見奉行となってその功績により城主格に昇進された。最後の藩主・内藤正誠は日光祭礼奉行・奏者番・寺社奉行などを歴任する。戊辰戦争では新政府軍に与して宇都宮城の戦いや北越戦争に出兵した。この頃、岩村田では築城計画がなされていたが、明治2年（1869年）に版籍奉還が、更に廃藩置県が行われて藩が廃されたため、城は未完成のまま廃城となり、岩村田県は長野県に吸収された。
なお、建物として蔵が陣屋跡近くの中嶋公園に移築現存していたが現在は解体撤去され痕跡を留めていない。

## 歴代藩主
内藤家
- 譜代 - 1万6000石→1万5000石 （1703年 - 1871年）

歴代の墓所は青山霊園に合葬されている。
| 代 | 氏名                       | 官位・官職         | 就封                          | 在任期間                                | 前藩主との続柄・備考                                     |
| -- | -------------------------- | ------------------ | ----------------------------- | --------------------------------------- | -------------------------------------------------------- |
| 1  | 内藤正友 ないとう まさとも | 従五位下・式部少輔 | 武蔵赤沼藩 1万5千石より入部   | 元禄16年 - 正徳元年 （1703年 - 1711年） | 内藤正勝の長男                                           |
| 2  | 内藤正敬 ないとう まさゆき | 従五位下・下総守   | 遺領相続 （父の死去により）   | 正徳元年 - 延享3年 （1711年 - 1746年）  | 先代の次男                                               |
| 3  | 内藤正弼 ないとう まさすけ | 従五位下・美濃守   | 遺領相続 （父の死去により）   | 延享3年 - 明和7年 （1746年 - 1770年）   | 先代の長男                                               |
| 4  | 内藤正興 ないとう まさおき | 従五位下・志摩守   | 遺領相続 （父の死去により）   | 明和7年 - 寛政4年 （1770年 - 1792年）   | 先代の次男                                               |
| 5  | 内藤正国 ないとう まさくに | 従五位下・美濃守   | 遺領相続 （養父の死去により） | 寛政4年 - 享和2年 （1792年 - 1802年）   | 養子（先代の娘婿） 肥前唐津藩の第2代藩主・水野忠鼎の四男 |
| 6  | 内藤正縄 ないとう まさつな | 従五位下・豊後守   | 遺領相続 （叔父の死去により） | 享和3年 - 万延元年 （1803年 - 1860年）  | 養子（先代の甥） 肥前唐津藩の第3代藩主・水野忠光の三男   |
| 7  | 内藤正誠 ないとう まさのぶ | 従五位下・志摩守   | 遺領相続 （祖父の死去により） | 万延元年 - 明治4年 （1860年 - 1871年）  | 養子（先代の孫） 先代の長男・内藤正義の長男              |

## 幕末の領地
- 信濃国
  - 佐久郡のうち - 20村

中小田切村 (184石8斗8升0合1勺8才8撮)・赤岩村 (337石6斗4升1合9勺9才8撮)・長土呂村 (1465石7斗6升9合0勺4才3撮)・市村 (878石9斗3升2合0勺0才7撮)・中地村 (107石1斗3升7合0勺0才1撮)・猿久保村 (412石5斗7升5合0勺1才2撮)・三河田村 (195石2斗5升1合9勺9才9撮)・矢島村 (512石5斗3升6合0勺1才1撮)・中居村 (77石0斗9升3合0勺0才2撮)・岩村田町 (2742石5斗3升1合9勺8才2撮)・小田井村 (977石1斗5升9合9勺7才3撮)・上平尾村 (436石8斗9升8合9勺8才7撮)・下平尾村 (836石1斗7升1合3勺2才6撮)・耳取村 (69石9斗2升6合0勺0才3撮)・横和村 (261石1斗1升9合9勺9才5撮)・下中込村 (1662石5斗3升4合0勺5才8撮)・野沢村 (1126石4斗7升5合9勺5才2撮)・中小田切新田 (515石0斗4升6合9勺9才7撮)・抜井村 (83石8斗4升8合0勺0才0撮)・式部村 (115石3斗6升2合9勺9才9撮)		
- - 小県郡のうち - 4村

御嶽堂村 (858石0斗8升5合0勺2才2撮)・飯沼村 (648石5斗0升2合0勺1才4撮)・上丸子村 (705石3斗2升8合9勺7才9撮)・中丸子村 (14石7斗6升7合0勺0才0撮)
上記のほか、佐久郡1村の幕府領を預かり、明治維新後に本藩に編入した。